# Новозеландски скорци
Новозеландските скорци (Callaeidae) са семейство средноголеми птици от разред Врабчоподобни (Passeriformes).
Включва три рода с пет съвременни вида, срещащи се в гъстите гори на Нова Зеландия. Достигат на дължина 26 до 38 сантиметра и живеят на земната повърхност, като трудно летят, заради слабите си крила. Хранят се главно с насекоми.

## Родове
Семейство Callaeidae – Новозеландски скорци
- Callaeas
- Philesturnus
- Heteralocha